# Margara
Margara (en arménien : Մարգարա ; anciennement Margara-Gök) est une communauté rurale du marz d'Armavir, en Arménie. Elle compte 1 482 habitants en 2009.
Le village de Margara est bordé au sud par la rivière Araxe qui sépare l'Arménie et la Turquie et est traversée par un pont, actuellement fermé à la circulation. Des gardes russes et des soldats arméniens y patrouillent en permanence.
Margara est traversée par la route M3.
En avril 2024, les autorités arméniennes annoncent que le poste de contrôle frontalier a été rénové et est prêt à fonctionner.